# Coelotanypus feris
Coelotanypus feris är en tvåvingeart som beskrevs av Roback 1963. Coelotanypus feris ingår i släktet Coelotanypus och familjen fjädermyggor. Inga underarter finns listade i Catalogue of Life.